# سیارک ۷۲۷۲
سیارک ۷۲۷۲ (به انگلیسی: 7272 Darbydyar، نامگذاری:1980DD1) هفت هزار و دویست و هفتاد و دومین سیارک کشف شده‌است که در ۲۱ فوریه ۱۹۸۰ کشف شد.
قدر مطلق سیارک برابر ۴۰.۷ است.